# Wahlenbergia linifolia
Wahlenbergia linifolia là loài thực vật có hoa trong họ Hoa chuông. Loài này được (Roxb.) A.DC. miêu tả khoa học đầu tiên năm 1830.